# Noruega en los Juegos Paralímpicos de Roma 1960
Noruega estuvo representada en los Juegos Paralímpicos de Roma 1960 por un total de dieciocho deportistas, trece hombres y cinco mujeres.

## Medallistas
El equipo paralímpico noruego obtuvo las siguientes medallas:
| Nombre                                     | Deporte       | Evento                                           |
| ------------------------------------------ | ------------- | ------------------------------------------------ |
| Oro                                        |               |                                                  |
| Birgith Reklev                             | Natación      | 25 m braza incompleta júnior clase 4 femenino    |
| Birgith Reklev                             | Natación      | 25 m espalda incompleta júnior clase 4 femenino  |
| Torill Vagrum                              | Natación      | 25 m crol incompleto júnior clase 4 femenino     |
| Roar Ersrud                                | Natación      | 25 m crol incompleto júnior clase 4 masculino    |
| Roar Ersrud                                | Natación      | 25 m espalda incompleta júnior clase 4 masculino |
| Harald Gunnerud                            | Natación      | 50 m braza incompleta clase 4 masculino          |
| Harald Gunnerud                            | Natación      | 50 m crol completo clase 3 masculino             |
| Torbjørn Kalberg                           | Natación      | 25 m espalda incompleta júnior clase 2 masculino |
| Eivind Brager                              | Natación      | 50 m braza completa clase 4 masculino            |
| Plata                                      |               |                                                  |
| Hilde Myrheim                              | Natación      | 25 m espalda incompleta júnior clase 4 femenino  |
| Eskild Hansen                              | Natación      | 50 m crol completo clase 3 masculino             |
| Oddvar Leira                               | Natación      | 50 m braza incompleta clase 4 masculino          |
| Bronce                                     |               |                                                  |
| Torill Vagrum                              | Natación      | 25 m espalda incompleta júnior clase 4 femenino  |
| Einar Nilsen                               | Natación      | 25 m espalda incompleta clase 2 masculino        |
| Eivind Brager Harald Gunnerud Oddvar Leira | Natación      | 3 × 50 m estilos clase abierta masculino         |
| Tora Lysø                                  | Tenis de mesa | Individual A femenino                            |